# My Fair Lady (film)
A My Fair Lady 1964-ben bemutatott többszörös Oscar-díjas amerikai filmmusical, George Cukor rendezésében, mely George Bernard Shaw Pygmalion című színpadi műve alapján készült.

## Rövid történet
Az 1910-es évek Londonjában a sznob fonetikaprofesszor, Henry Higgins belemegy egy fogadásba, miszerint képes szalonképessé tenni egy nyers virágáruslányt, Eliza Doolittle-t az előkelő társaságban.

## Cselekmény
|  | Alább a cselekmény részletei következnek! |

–Pickering egy utcalánnyal is úgy bánik, mintha hercegnő lenne.

–Én viszont egy hercegnővel is úgy bánok, mint egy utcalánnyal.
London, valamikor a 20. század legelején. Eliza Doolittle egy szegény, elhanyagolt, rossz modorú és rémes kiejtéssel beszélő virágáruslány, az egyik színház bejárata előtt árulja virágait. Egy este, az előadás után távozó nézők egyike Henry Higgins, a születésileg az angol felső tízezerbe tartozó, de a saját munkájából élő, a konvenciókat csak igen kevéssé tisztelő, nyers modorú nyelvészprofesszor. Meglepő módon, konflis keresése helyett a színházból kijövő úri közönség, valamint a bejárat környékén ácsorgó alsóbb néposztályok beszélgetését figyelve folyamatosan jegyzetelni kezd. Csak akkor hiszik el, hogy nyelvészprofesszor és nem rendőrspicli, amikor pusztán a kiejtése alapján mindenkiről megmondja, hol született és hol él, londoniaknál a városnegyedet, sőt, akár az utcát is meg tudja nevezni.
Rémes kiejtése miatt kisebb szóváltásba kerül Elizával, akit a szintén a színházból kijövő, talpig úriember Pickering ezredes véd meg Higgins csipkelődő megjegyzéseitől. Később kiderül, amatőr szinten Pickering is nyelvészettel foglalkozik. Noha eddig személyesen nem ismerték egymást, mindketten hallottak már a másikról. A két nagyon különböző habitusú ember azonnal összebarátkozik, Higgins felajánlja, az indiai szolgálatból csak a napokban hazaérkezett Pickering költözzön tágas házába, segíthet neki a nyelvészeti kutatásokban.
Higgins igen rossz és cinikus természete miatt kisebb vitába bonyolódnak születés és neveltetés témában, ezután Higgins  fogadásból vállalkozik rá, hogy az elképesztően csúnya cockney kiejtéssel beszélő, alsóbb néposztályokhoz tartozó, műveletlen Elizából hat hónap alatt tökéletes angolsággal beszélő hölgyet farag, aki kiejtése alapján bármilyen úri társaságban megállja a helyét. Pickering lehetetlennek tartja a vállalkozást, de ennek ellenére magára vállalja az ezzel járó összes kiadást. A professzor házának szigorú házvezetőnője figyelmezteti Higginst, nem szedhet csak úgy fel egy lányt az utcáról, egyébként is mi lesz, ha vége a fogadásnak. Higgins kissé cinikus válasza, ahogy ma felszedem a szemétdombról, úgy majd vissza is teszem oda.
Eliza egy nap gondolkodás után elfogadja az ajánlatot, mivel addig éppen iskolázatlan kiejtése miatt utasították el a jobb állásokból. Higgins azzal veszi rá a kiképzésre, hogy szép kiejtéssel teljesülhet Eliza szíve álma, akár virágbolti eladókisasszony is lehet. A fogadás időtartamára Eliza Higgins professzor házába költözik, ahol kezdetét veszi a beszédtanulás, ami kíméletlen tanulással és gyakorlással jár. Higgins egyrészt jól és emberségesen bánik vele, másrészt csak egy elvégzendő feladatnak, a fogadás tárgyának tekinti, nincs tekintettel a lány érzéseire.
Néhány hónap elteltével Elizát, mint külföldi unokahúgot, bemutatják a kifinomult és sznob felső társaságnak az ascoti lóversenyen, ahol megismerkedik egy Freddy nevű fiatalemberrel. A jól induló próba végül rosszul sül el: bár a lány kifogástalan kiejtéssel beszél, meglehetősen alpári szavakkal buzdítja az egyik lovat, valamint a legszebb kiejtéssel meséli el kocsmatöltelék édesapja történetét az úri társaságnak. Tanítói arról elfelejtkeztek, hogy arra is megtanítsák, milyen témákról és hogyan szabad egy jó társaságban beszélgetni, így újabb fogadást köt a két nyelvész. Higgins vállalja, hogy újabb néhány hónap elteltével olyan tökéletes úrinőt farag Elizából, aki még a királynő fogadásán is megállja a helyét, senki nem jön rá alacsony származására.
Eliza újabb tanulásnak veti alá magát, azonban ahogy halad előre a tanulnivalók elsajátításában, úgy lázad fel az ellen, hogy a személye csak egy fogadás tárgya legyen. A végső próbatétel során a királynő fogadásán vesz részt, ahol még a szélhámosok leleplezésére szakosodott magyar világfi, Kárpáthy Zoltán sem jön rá a csalásra, sőt, túl szép angol kiejtése miatt Elizát magyar királyi leszármazottnak véli.
A sikeres „vizsga” Higgins és Pickering számára teljes dicsőséggel zárul, de a két, önmagát ünneplő nyelvész meg sem említi Eliza erőfeszítéseit. Higgins azt sem veszi észre, hogy az időközben igencsak szemrevaló hölggyé formálódott Eliza mennyire vonzódik hozzá. Mikor Eliza szóvá teszi, hogy mit kezdjen most önmagával, Higgins azt válaszolja, hogy menjen vissza az utcára virágot árulni, és ezzel a kiejtéssel és modorral úri férjet is találhat magának. Eliza erre csak annyit mond, virágárusként csak a virágait árulta, úrinőként most majd önmagát kell. Noha Higgins bevallja, nem gondolta, hogy Elizának el kéne mennie, megrögzött agglegényként nem képes emberi érzelemnyilvánításra.
Eliza végül elhagyja Higgins házát és ideiglenesen a professzor megértő édesanyjához költözik, aki fiával szemben Elizának ad igazat. Mikor Higgins elmegy Elizát meglátogatni, egy csúnya vita keveredik miután Eliza közli, hogy a hónapok óta a nyomában járó, a lóversenyen megismert Freddyt választja. Higgins gúnyos válasza szerint Freddy egy komolytalan kölyök, aki egyik nap majd megcsókolja, másik nap meg megveri. Eliza válasza, az sem baj, ha szereti, majd azzal köszön el, a professzor most látta őt utoljára. Nagy, de üres házába hazatérve Higgins végül önmagának is beismeri, hogy bár csak fogadásból kezdett foglalkozni a lánnyal, szüksége van rá és nem tudna nélküle boldogulni.
Eliza is hasonlóképpen érez és a történet legvégén visszatér a professzorhoz. Az agglegény látszólag közönyösen és fölényesen fogadja, ám a lelke mélyén nagyon örül a lány visszatérésének. Míg a musical és a film a nézőre bízza a döntést, vajon Eliza és Higgins egymásba szerettek-e, valamint együtt fogják-e leélni az életüket, az eredeti színdarab, a Pygmalion írója, G. B. Shaw egész életében megvetette kettejük románcának gondolatát, leszögezvén, hogy Eliza Freddyhez megy feleségül.
|  | Itt a vége a cselekmény részletezésének! |

## Érdekességek
- Audrey Hepburn hangja semmiképpen sem volt elegendő Eliza dalaihoz, ezért Marni Nixon énekhangja hallható a dalok alatt. Az egyetlen dal, melyet Audrey Hepburn énekel, az, amelyben bosszút fogad Higgins ellen.
- Rex Harrison a szokástól eltérően nem volt hajlandó az ének újrafelvételére, így akkoriban még rendkívül szokatlan módon, drót nélküli mikrofont rejtettek a ruhájába.

## Szereplők
| Szerep                                  | Színész                                    | Magyar hangja (1. szinkron, 1986) |
| --------------------------------------- | ------------------------------------------ | --------------------------------- |
| Eliza Doolittle, szegény virágáruslány  | Audrey Hepburn                             | Igó Éva                           |
| Henry Higgins nyelvészprofesszor        | Rex Harrison                               | Sinkovits Imre                    |
| Alfred P. Doolittle, Eliza iszákos apja | Stanley Holloway                           | Raksányi Gellért                  |
| Hugh Pickering ezredes, amatőr nyelvész | Wilfrid Hyde-White                         | Gelley Kornél                     |
| Mrs. Higgins, a professzor anyja        | Gladys Cooper                              | Szemere Vera                      |
| Freddy Eynsford-Hill, Eliza udvarlója   | Jeremy Brett                               | Hirtling István                   |
| Kárpáthy Zoltán                         | Theodore Bikel                             | Szombathy Gyula                   |
| Mrs. Pearce, Higgins házvezetőnője      | Mona Washbourne                            | Hacser Józsa                      |
| Mrs. Eynsford-Hill, Freddy anyja        | Isobel Elsom                               | Gyimesi Pálma                     |
| Transzilvánia királynője                | Veronika „Bina” von Goldschmidt-Rothschild | Tanai Bella                       |

## Forgatási helyszínek
- A filmet teljes egészében a Warner Brothers burbanki filmgyárában (Burbank Studios, Kalifornia) vették fel.

## Díjak és jelölések

### BAFTA-díj(1966)
- díj: legjobb film: George Cukor
- jelölés: legjobb férfi alakítás: Rex Harrison

### David di Donatello-díj(1965)
- díj: legjobb idegen nyelvű film: Jack L. Warner

### Golden Globe-díj(1965)
- díj: legjobb rendező: George Cukor
- díj: legjobb színész – zenés film és vígjáték kategória: Rex Harrison
- díj: legjobb film – zenés film és vígjáték kategória
- jelölés: legjobb férfi mellékszereplő jelölés: Stanley Holloway
- jelölés: zenés film és vígjáték kategória jelölés: Audrey Hepburn

### Oscar-díj(1965)
- díj: legjobb film: Jack L. Warner
- díj: legjobb rendező: George Cukor
- díj: legjobb férfi főszereplő: Rex Harrison
- díj: legjobb operatőr: Harry Stradling Sr.
- díj: legjobb jelmeztervezés: Cecil Beaton
- díj: legjobb látványtervezés: Cecil Beaton, Gene Allen
- díj: legjobb hang
- díj: legjobb filmzene: André Previn
- jelölés: legjobb férfi mellékszereplő: Stanley Holloway
- jelölés: legjobb adaptált forgatókönyv: Alan Jay Lerner
- jelölés: legjobb vágás: William H. Ziegler